# Vinterkriget (film)
Vinterkriget (på finska Talvisota) är en finsk krigsfilm från 1989, regisserad av den finske regissören Pekka Parikka. Filmen baseras på boken med samma namn av Antti Tuuri. Filmen nominerades till Guldbjörnen 1990.

## Handling
Filmen skildrar vinterkriget 1939–1940 när Finland anfölls av Sovjetunionen. I centrum för handlingen står soldaten Martti Hakala som tillsammans med sina vänner från Kauhava i Södra Österbotten skickas till fronten. De ingår i infanteriregementet JR 23.

## Skådespelare
- Taneli Mäkelä – Martti Hakala
- Vesa Vierikko – Jussi Kantola
- Timo Torikka – Pentti Saari
- Heikki Paavilainen – Vilho Erkkilä
- Antti Raivio – Erkki Somppi
- Esko Kovero – Juho Pernaa
- Martti Suosalo – Arvi Huhtala
- Markku Huhtamo – Aatos Laitila
- Matti Onnismaa – Veikko Korpela
- Konsta Mäkelä – Paavo Hakala
- Tomi Salmela – Matti Ylinen
- Samuli Edelmann – Mauri Haapasalo
- Vesa Mäkelä – Yrjö Haavisto
- Aarno Sulkanen – Battalion commander Sihvo
- Kari Kihlström – Jorma Potila
- Esko Nikkari – Yrjö 'Ylli' Alanen